# П'ять достатньо
П'ять достатньо (кор. 아이가 다섯) — південнокорейський комедійно-драматичний серіал що транслювався щосуботи та щонеділі з 20 лютого по 21 серпня 2016 року на телеканалі KBS2.

## Сюжет
Після раптової смерті дружини, Лі Сан Те з головою поринув в роботу і навіть не думає починати нових стосунків. Він очолює один з відділів фешн компанії, під його керівництвом працюють практично одні молоді дівчата, багато з яких зовсім непроти почати зустрічатись з привабливим молодим вдівцем. Але він зовсім не звертає на них уваги, йому ще дуже болить втрата дружини. Одній з його підлеглих на ім'я Ан Мі Чон, також не до романтичних зустрічей. Після того як її подруга відбила в неї чоловіка, вона самотужки виховує трьох дітей, найменша з яких ще ходить до дитсадку. В неї невистачає часу навіть як слід відпочити. Щодня пізно повертаючись додому, на неї чекає ще безліч хатніх справ. З рідних які б могли допомогти, в Мі Чон залишилася лише бабця, але через похилий вік вона не здатна виконати всієї хатньої роботи. Випадково дізнавшись про життя Мі Чон, Сан Те спочатку стало просто шкода колеги що працює як віл. Потім він знаходить в ній споріднену душу, а згодом розуміє що просто закохався в цю ще зовсім молоду жінку з тяжкою долею. Спочатку він не наважується зізнатися в цьому навіть сам собі, але згодом вирішує спробувати почати нове життя. Але на заваді їх стосунків стає безліч перешкод, ані батьки ані тесть з тещею нерозуміють вибору Сан Те, та й їх дітям важко знайти порозуміння один з одним та прийняти мачуху та вітчима. Але кріпке почуття що зародилося в зрілому віці дає надію на щасливий кінець.

## Акторський склад

### Головні ролі
- Ан Че Ук[en] — у ролі Лі Сан Те[1]. Голова відділу маркетенгу фешн корпорації. Удівець, який після смерті улюбленої дружини мешкає разом з тестем та тещою які допомагають йому виховувати двох дітей.
- Со Ю Чжін — у ролі Ан Мі Чон. Розлучена мати одиначка яка виховує трьох дітей. Працює у відділі маркетенгу під керівництвом Сан Те.
- Сім Хьон Тхак[en] — у ролі Лі Хо Те. Молодший брат Сан Те. Режисер невдаха який вже тривалий час сидить без роботи.
- Сім Ї Йон[en] — у ролі Мо Сан Йон. Шкільне кохання Хо Те. Після того як її багаті батьки сконали а брат втік закордон, змушена працювати офіціанткою.
- Ім Су Хян — у ролі Чан Чін Чжу[2]. Молодша сестра колишньої дружини Сан Те, найкраща подруга Йон Те.
- Сін Хє Сон — у ролі Лі Йон Те[3]. Молодша сестра Сан Те та Хо Те. Молода вчителька, яка вже декілька років закохана в свого колегу Те Міна, але через сором'язливість не наважилася відкрити свої почуття.
- Сон Хун — у ролі Кім Сан Міна[4]. Професійний гравець в гольф, модель, надто пишається своєю успішною кар'єрою.
- Ан У Йон[en] — у ролі Кім Те Міна[5]. Вчитель в початковій школі, молодший брат Сан Міна.

### Другорядні ролі

#### Родина Сан Те
- Чан Йон[en] — у ролі Лі Сін Ука. Батько Сан Те. Власник невеликої їдальні.
- Пак Хє Сук — у ролі О Мі Сук. Мати Сан Те. Дружина Сін Ука, допомагає чоловіку в їдальні, їй особливо тяжко було прийняти вибір старшого сина.
- Чо Хьон До — у ролі Лі Су. Старший син Сан Те.
- Квон Су Чон — у ролі Лі Бін. Молодша донька Сан Те, мріє стати акторкою.
- Чхве Чон У[en] — у ролі Чан Мін Хо. Тесть Сан Те. Колишня позикова акула, заробив чималі кошти надаючи напівлегальні позики під величезні відсотки. Натомість має лише шкільну освіту, чого завжди соромиться.
- Сон Ок Сук[en] — Пак Ок Сун. Теща Сан Те. Після смерті доньки, дуже побоюється що зять знов одружиться та забере її улюблених онуків з собою.

#### Родина Мі Чон
- Сон Бьон Сук — у ролі Чан Сун Є. Бабця Мі Чон.
- Чон Юн Сок[en] — у ролі Юн У Йона. Старший син Мі Чон.
- Квон Чі Хє — у ролі Юн У Рі. Середня донька Мі Чон.
- Чхве Ю Рі — у ролі Юн У Джу. Найменша донька Мі Чон.

#### Батьки Сан Міна та Те Міна
- Пак Хе Мі[en] — у ролі Чха Мін Кьон. Мати.
- Ко Ін Бьом — у ролі Кім Син Ука. Батько.

#### Родина Со Йон
- Ван Біт На[en] — у ролі Кан Со Йон. Колишня подруга Мі Чон яка увела в неї чоловіка. Вона мріє завести дітей, але їй це ніяк не вдається, вона навіть побоюється що безплідна.
- Квон О Чжун[en] — у ролі Юн Ін Чхоля. Колишній чоловік Мі Чон, батько її троїх дітей. Після того як Мі Чон народила третю дитину, зробив собі вазектомію, але новій дружині нічого не сказав.
- Кім Чхон — у ролі Лі Чом Сук. Мати Со Йон, власниця невеликої кав'ярні. Переймається що донька ніяк не завагітніє, а коли дізнається від бабці Мі Чон що її зять «кавун без насіння», влаштовує йому величезний скандал.

## Рейтинги
- Найнижчі рейтинги позначені синім кольором, а найвищі — червоним кольором.

| Серія            | Прем'єра         | Рейтинг        | Рейтинг      | Рейтинг        | Рейтинг      |
| Серія            | Прем'єра         | TNmS Ratings   | TNmS Ratings | AGB Nielsen    | AGB Nielsen  |
| Серія            | Прем'єра         | По всій країні | Сеул         | По Всій країні | Сеул         |
| ---------------- | ---------------- | -------------- | ------------ | -------------- | ------------ |
| 1                | 20 лютого 2016   | 24,3 %         | 22,3 %       | 24,6 %         | 25,8 %       |
| 2                | 21 лютого 2016   | 26,9 %         | 24,6 %       | 26,5 %         | 26,4 %       |
| 3                | 27 лютого 2016   | 23,7 %         | 21,9 %       | 22,4 %         | 23 %         |
| 4                | 28 лютого 2016   | 27,9 %         | 27,7 %       | 27,1 %         | 27,7 %       |
| 5                | 5 березня 2016   | 23,5 %         | 22 %         | 23,6 %         | 24,5 %       |
| 6                | 6 березня 2016   | 27,3 %         | 24,2 %       | 27,7 %         | 28,9 %       |
| 7                | 12 березня 2016  | 24,4 %         | 21,1 %       | 23,3 %         | 24,2 %       |
| 8                | 13 березня 2016  | 27,8 %         | 26,2 %       | 27,2 %         | 27,5 %       |
| 9                | 19 березня 2016  | 24,7 %         | 22,9 %       | 25,6 %         | 26,3 %       |
| 10               | 20 березня 2016  | 30,4 %         | 28,1 %       | 30,1 %         | 30,9 %       |
| 11               | 26 березня 2016  | 23,8 %         | 22,7 %       | 23,2 %         | 23,4 %       |
| 12               | 27 березня 2016  | 28,3 %         | 26,3 %       | 28,2 %         | 29,5 %       |
| 13               | 2 квітня 2016    | 23 %           | 22,2 %       | 23,2 %         | 23,3 %       |
| 14               | 3 квітня 2016    | 29,4 %         | 27,9 %       | 30,7 %         | 31,3 %       |
| 15               | 9 квітня 2016    | 24,2 %         | 22,4 %       | 23,4 %         | 24,4 %       |
| 16               | 10 квітня 2016   | 29,5 %         | 27,9 %       | 29,7 %         | 30,6 %       |
| 17               | 16 квітня 2016   | 25,3 %         | 24,7 %       | 25,6 %         | 25,7 %       |
| 18               | 17 квітня 2016   | 26,4 %         | 25,6 %       | 27,3 %         | 27,4 %       |
| 19               | 23 квітня 2016   | 24,2 %         | 23,2 %       | 24,2 %         | 24,5 %       |
| 20               | 24 квітня 2016   | 28,9 %         | 27,4 %       | 29,3 %         | 30 %         |
| 21               | 30 квітня 2016   | 24,2 %         | 23,4 %       | 22,5 %         | 23 %         |
| 22               | 1 травня 2016    | 26,6 %         | 26,1 %       | 26,9 %         | 27,3 %       |
| 23               | 7 травня 2016    | 20,4 %         | 19,6 %       | 21,2 %         | 21 %         |
| 24               | 8 травня 2016    | 26,2 %         | 23,9 %       | 25,9 %         | 26,1 %       |
| 25               | 14 травня 2016   | 23,5 %         | 22,7 %       | 24,3 %         | 24,1 %       |
| 26               | 15 травня 2016   | 28,6 %         | 26,8 %       | 31 %           | 31,8 %       |
| 27               | 21 травня 2016   | 22,7 %         | 20,5 %       | 23,2 %         | 22,4 %       |
| 28               | 22 травня 2016   | 28,7 %         | 27,5 %       | 30 %           | 30,7 %       |
| 29               | 28 травня 2016   | 24 %           | 22,4 %       | 24,8 %         | 24 %         |
| 30               | 29 травня 2016   | 28,5 %         | 27,2 %       | 29,8 %         | 30,6 %       |
| 31               | 4 червня 2016    | 24,6 %         | 23,6 %       | 25 %           | 24,7 %       |
| 32               | 5 червня 2016    | 26,9 %         | 25,9 %       | 27 %           | 27,2 %       |
| 33               | 11 червня 2016   | 23,8 %         | 22,7 %       | 26,5 %         | 26,7 %       |
| 34               | 12 червня 2016   | 27,8 %         | 28,5 %       | 30,8 %         | 30,1 %       |
| 35               | 18 червня 2016   | 23,9 %         | 24,7 %       | 25,4 %         | 25,5 %       |
| 36               | 19 червня 2016   | 29,5 %         | 29,5 %       | 29 %           | 28,8 %       |
| 37               | 25 червня 2016   | 25,3 %         | 26 %         | 25,6 %         | 24,5 %       |
| 38               | 26 червня 2016   | 29,1 %         | 29,3 %       | 30,9 %         | 30,8 %       |
| 39               | 2 липня 2016     | 26,3 %         | 24,6 %       | 26,8 %         | 25 %         |
| 40               | 3 липня 2016     | 31,3 %         | 29,1 %       | 31 %           | 29,8 %       |
| 41               | 9 липня 2016     | 26,3 %         | 24,1 %       | 25,6 %         | 25,1 %       |
| 42               | 10 липня 2016    | 29,3 %         | 29,1 %       | 30,6 %         | 30 %         |
| 43               | 16 липня 2016    | 26,4 %         | 25,5 %       | 28,9 %         | 28,9 %       |
| 44               | 17 липня 2016    | 29,3 %         | 28,8 %       | 31,6 %         | 32,6 %       |
| 45               | 23 липня 2016    | 28,5 %         | 27,4 %       | 27,8 %         | 28,8 %       |
| 46               | 24 липня 2016    | 32,2 %         | 31,3 %       | 32,1 %         | 31,7 %       |
| 47               | 30 липня 2016    | 27,5 %         | 27,6 %       | 26,4 %         | 26,1 %       |
| 48               | 31 липня 2016    | 30,6 %         | 31,4 %       | 30,1 %         | 30 %         |
| 49               | 6 серпня 2016    | 28,2 %         | 26,7 %       | 28,6 %         | 29,2 %       |
| 50               | 7 серпня 2016    | 33,4 %         | 31,2 %       | 32,1 %         | 31,9 %       |
| 51               | 13 серпня 2016   | 24,9 %         | 24,2 %       | 24,1 %         | 23,5 %       |
| 52               | 14 серпня 2016   | 29,8 %         | 28,4 %       | 28,6 %         | 28,5 %       |
| 53               | 20 серпня 2016   | 28 %           | 26,2 %       | 27,1 %         | 27,2 %       |
| 54               | 21 серпня 2016   | 33,5 % (1-й)   | 32,6 % (1-й) | 32,8 % (1-й)   | 33,4 % (1-й) |
| Середній рейтинг | Середній рейтинг | 26,9 %         | 25,7 %       | 27,2 %         | 27,3 %       |

## Нагороди
| Рік  | Нагорода                     | Категорія                                       | Отримувач  | Результат | Примітки |
| ---- | ---------------------------- | ----------------------------------------------- | ---------- | --------- | -------- |
| 2016 | 5-та Премія «Зірок МААТР»    | Нагорода за високу майстерність (актор серіалу) | Ан Че Ук   | Перемога  | [ 7 ]    |
| 2016 | 9-та Премія корейської драми | Спеціальна нагорода журі                        | Со Ю Чжін  | Перемога  | [ 8 ]    |
| 2016 | 30-та Премія KBS драма       | Нагорода за майстерність (актор серіалу)        | Ан Че Ук   | Перемога  | [ 9 ]    |
| 2016 | 30-та Премія KBS драма       | Нагорода за майстерність (акторка серіалу)      | Со Ю Чжін  | Перемога  | [ 9 ]    |
| 2016 | 30-та Премія KBS драма       | Кращий новий актор                              | Сон Хун    | Перемога  | [ 9 ]    |
| 2016 | 30-та Премія KBS драма       | Кращий юний актор                               | Чон Юн Сок | Перемога  | [ 9 ]    |